# Station Landegem
Station Landegem is een spoorwegstation langs spoorlijn 50A (Brussel - Oostende) in Landegem (tussen het station van Drongen en Hansbeke), een deelgemeente van Deinze (Nevele). Het is een station, kaartjes kunnen aan de naastgelegen automaat gekocht worden.
Het station ligt boven op een brug. Het is ontworpen door Noël De Bondt en ingehuldigd in 1998.
Parallel met de onderdoorgang van de brug bevindt zich een reizigerstunnel alwaar de perrons kunnen bereikt worden. De beide perrons zijn voorzien van een lift zodat ook rolstoelgebruikers zonder drempel de trein kunnen nemen. De tunnel lijkt een beetje op diegene van station Aalter, met dat verschil dat het bruut beton hier in fel-geelgekleurde platen is aangekleed. Hierdoor doet de tunnel, in tegenstelling tot de reizigerstunnel van Aalter, helemaal niet donker aan.
Er is een gratis parkeerterrein rond het station, maar die is vaak vol. Er bevindt zich een fietsenstalling onder de spoorwegbrug.
Tijdens de bouw van het nieuwe station is rekening gehouden met de toekomstige verdubbeling van lijn 50A zodat er aan station Landegem geen aanpassingswerken behoefden te worden uitgevoerd. Ter plaatse is de spoorlijn nu viersporig met twee eilandperrons.
Landegem werd door Het Grote Treinrapport 2009 van de krant Het Nieuwsblad uitgeroepen tot het beste station van Oost-Vlaanderen.
Sinds 1 juli 2015 zijn de loketten van dit station gesloten en is het een stopplaats geworden. Voor de aankoop van allerlei vervoerbewijzen kan men bij voorkeur terecht aan de automaat die ter beschikking staat, of via andere verkoopkanalen.

## Galerij

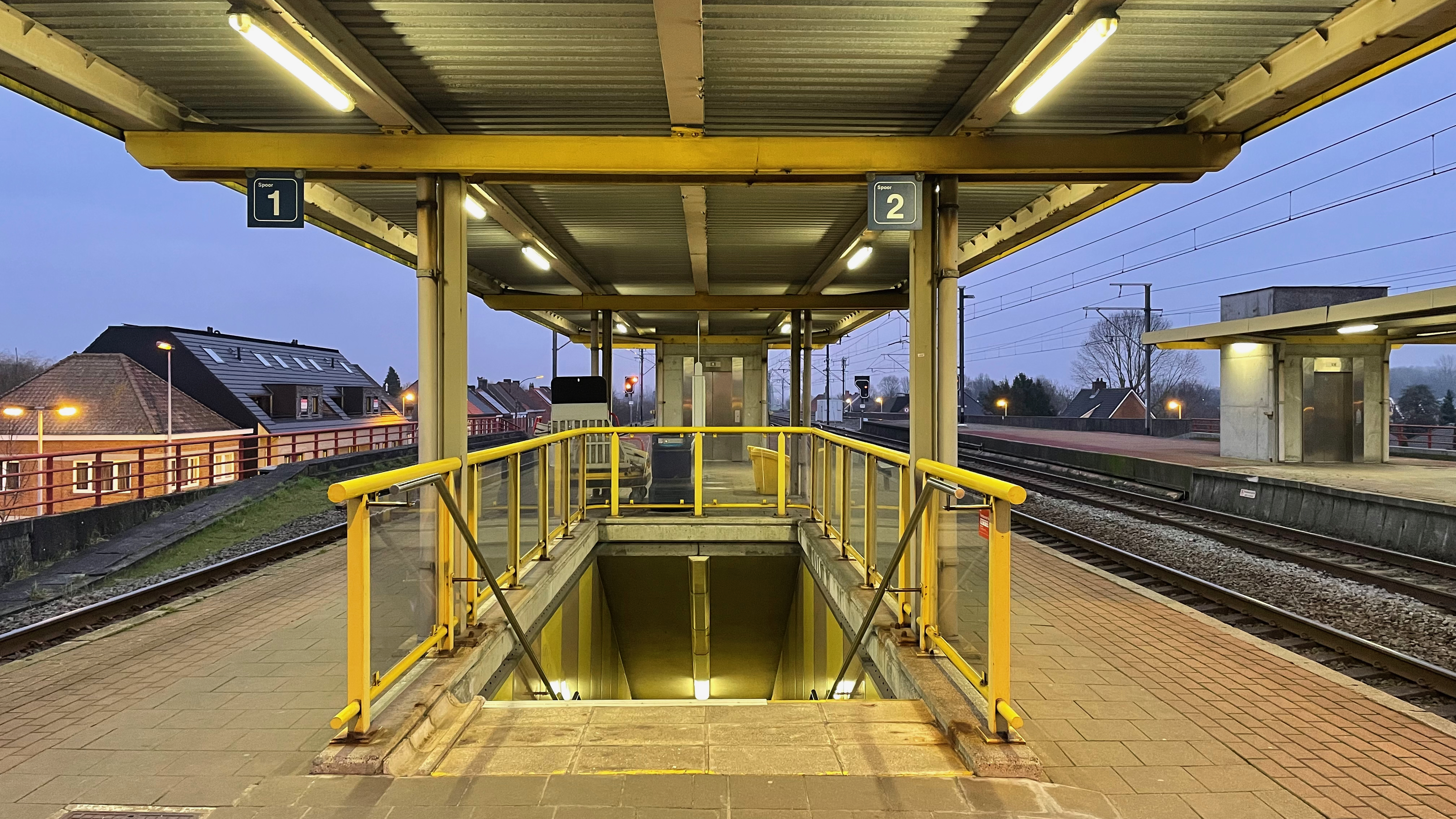
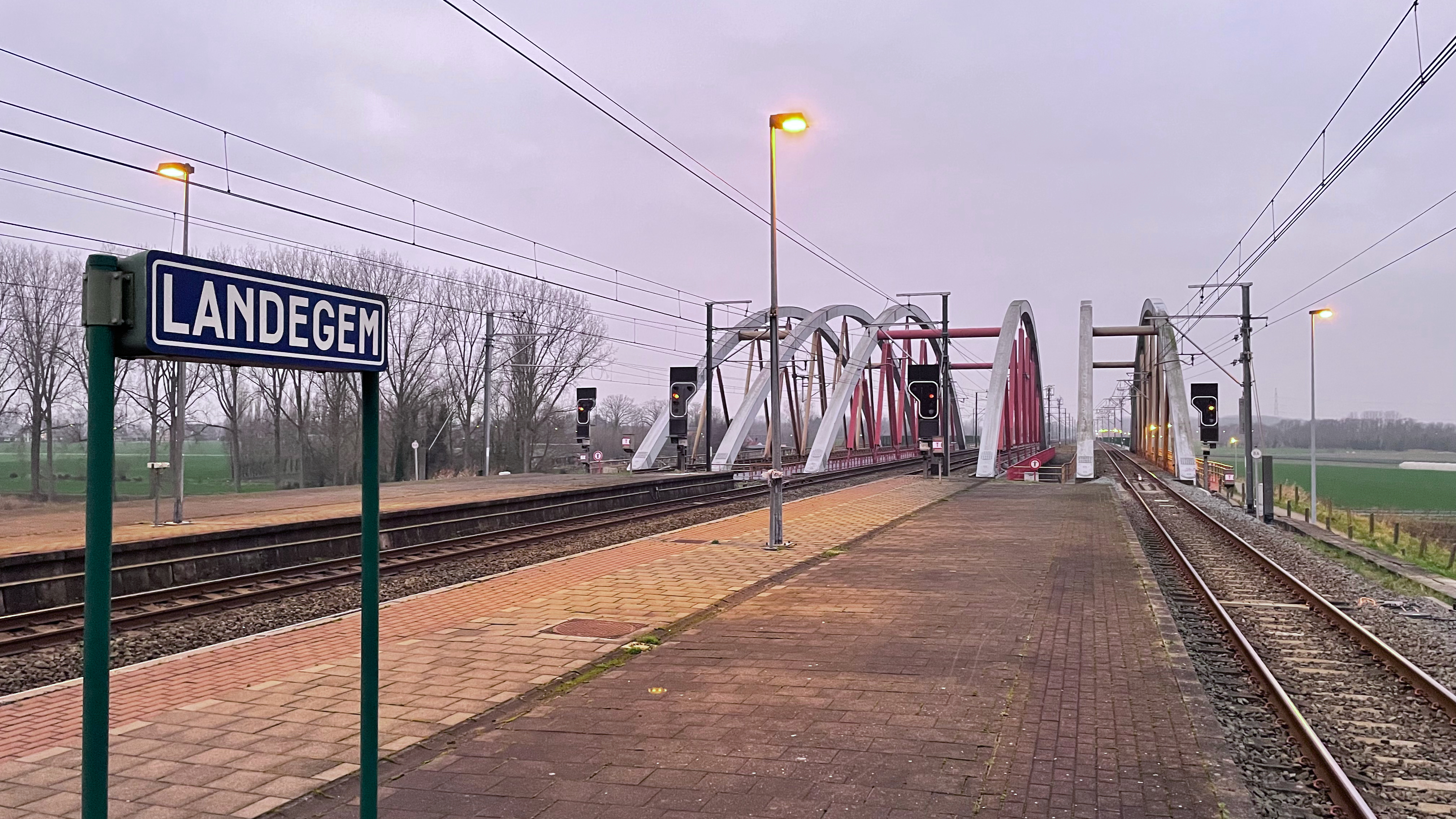
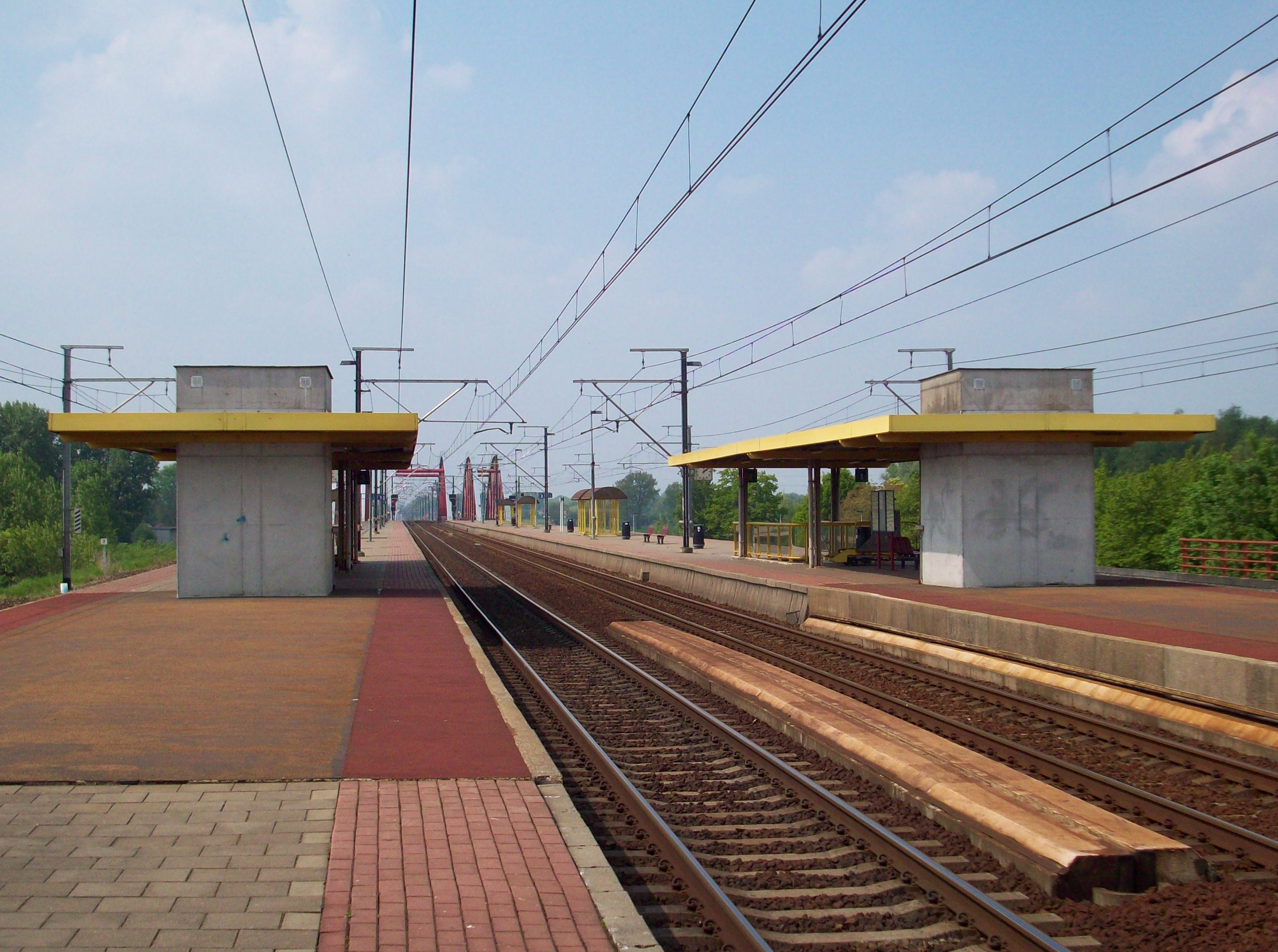
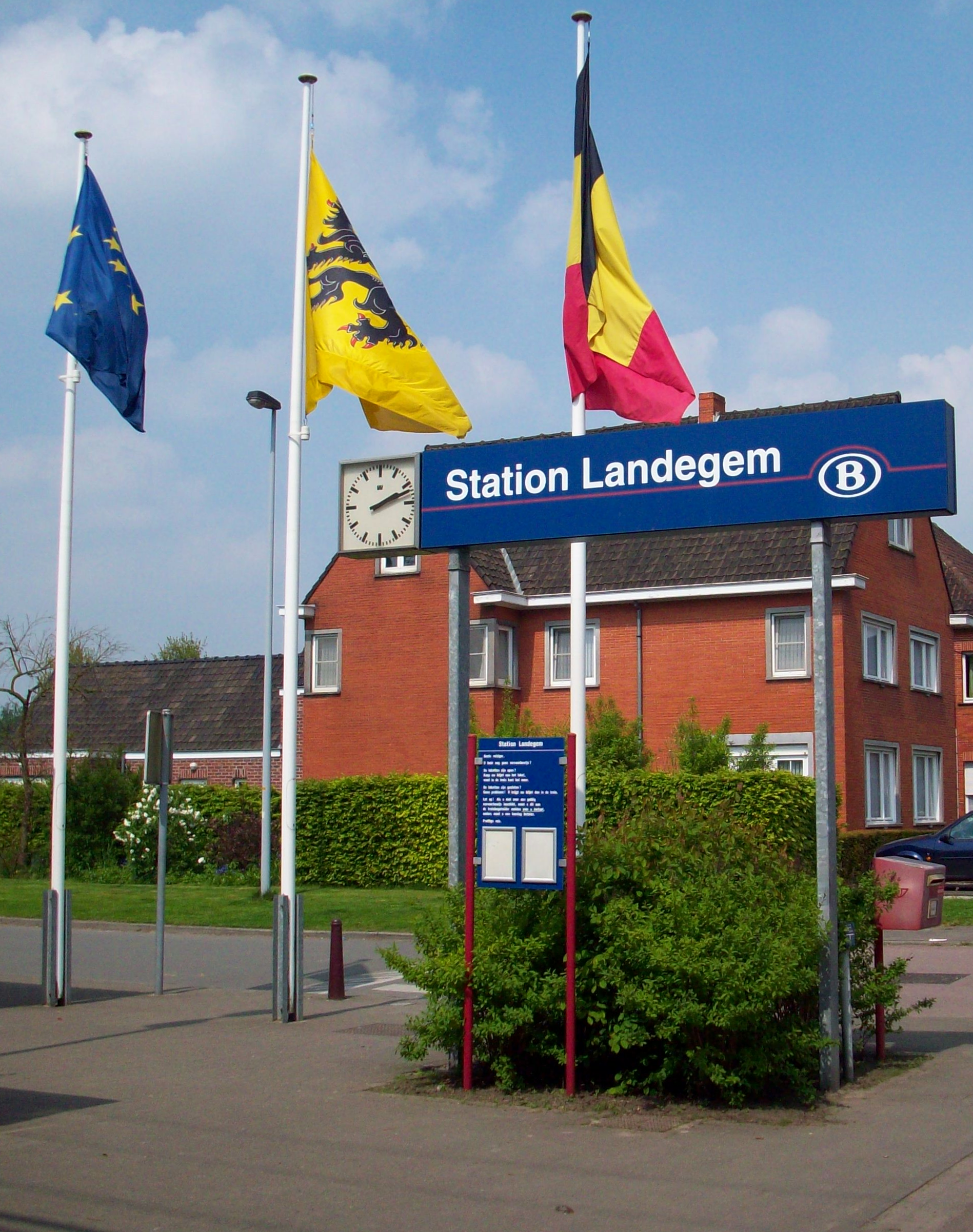
Toegangsbord
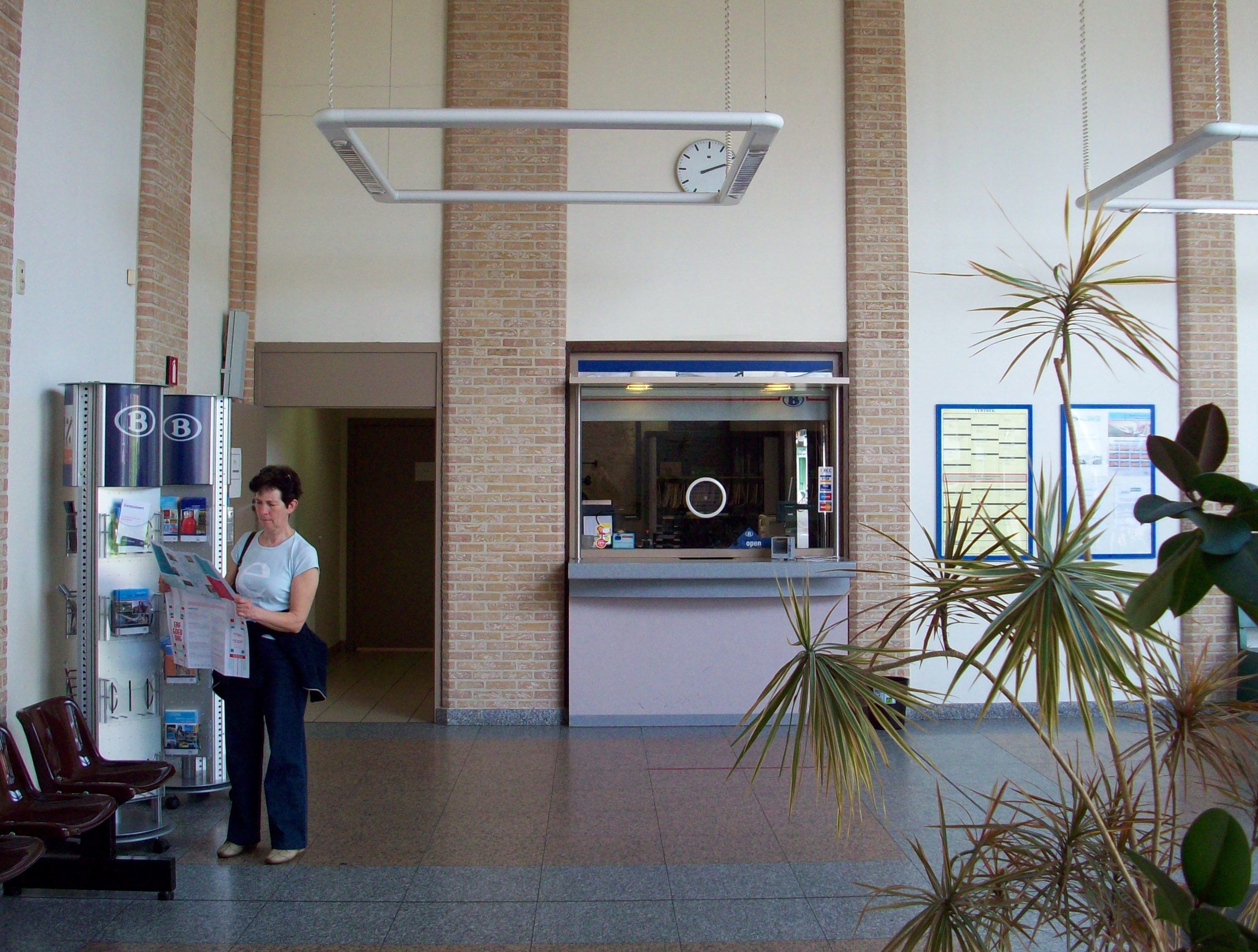
Vroegere lokethal (2009)
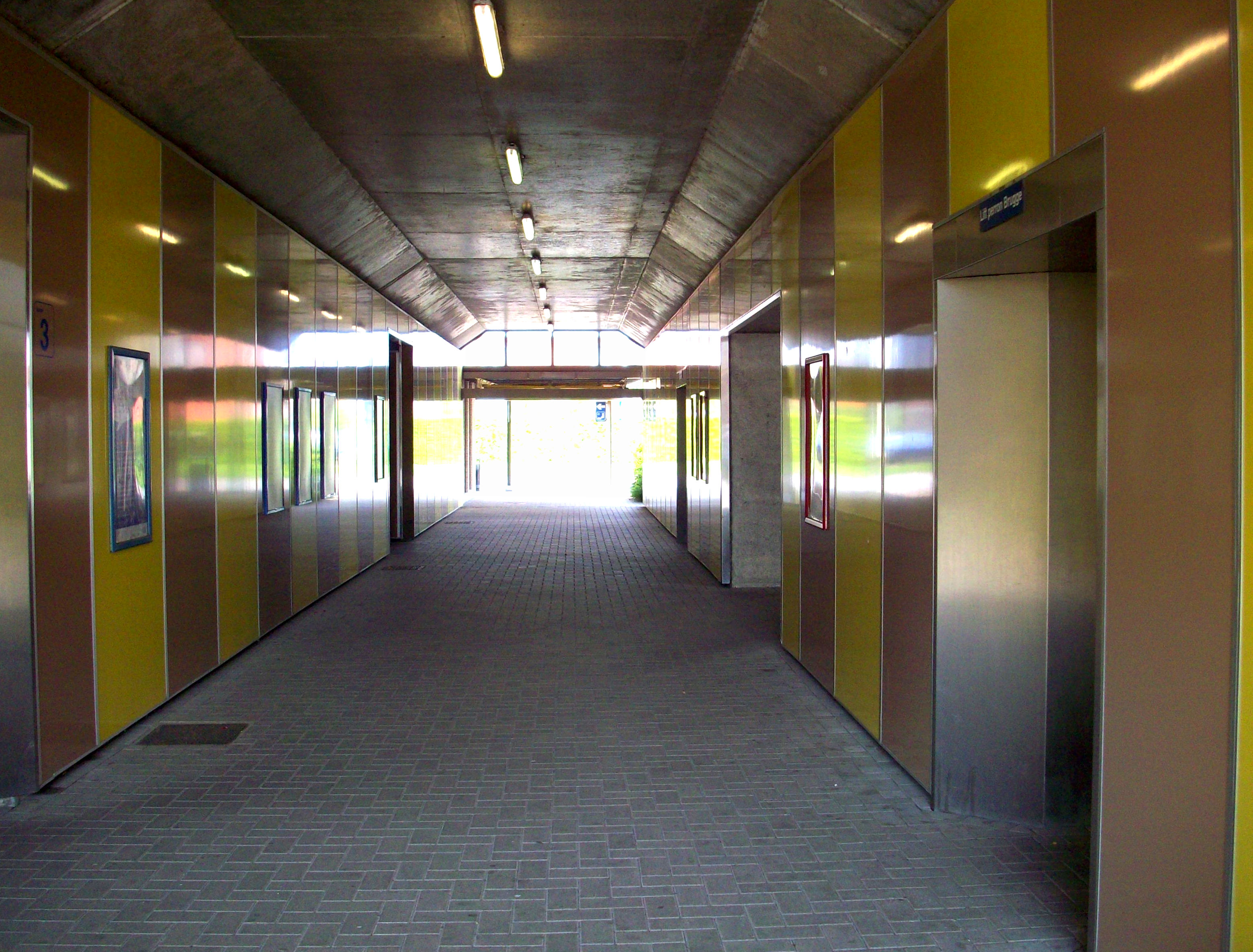
Verbindingsgang onder de sporen
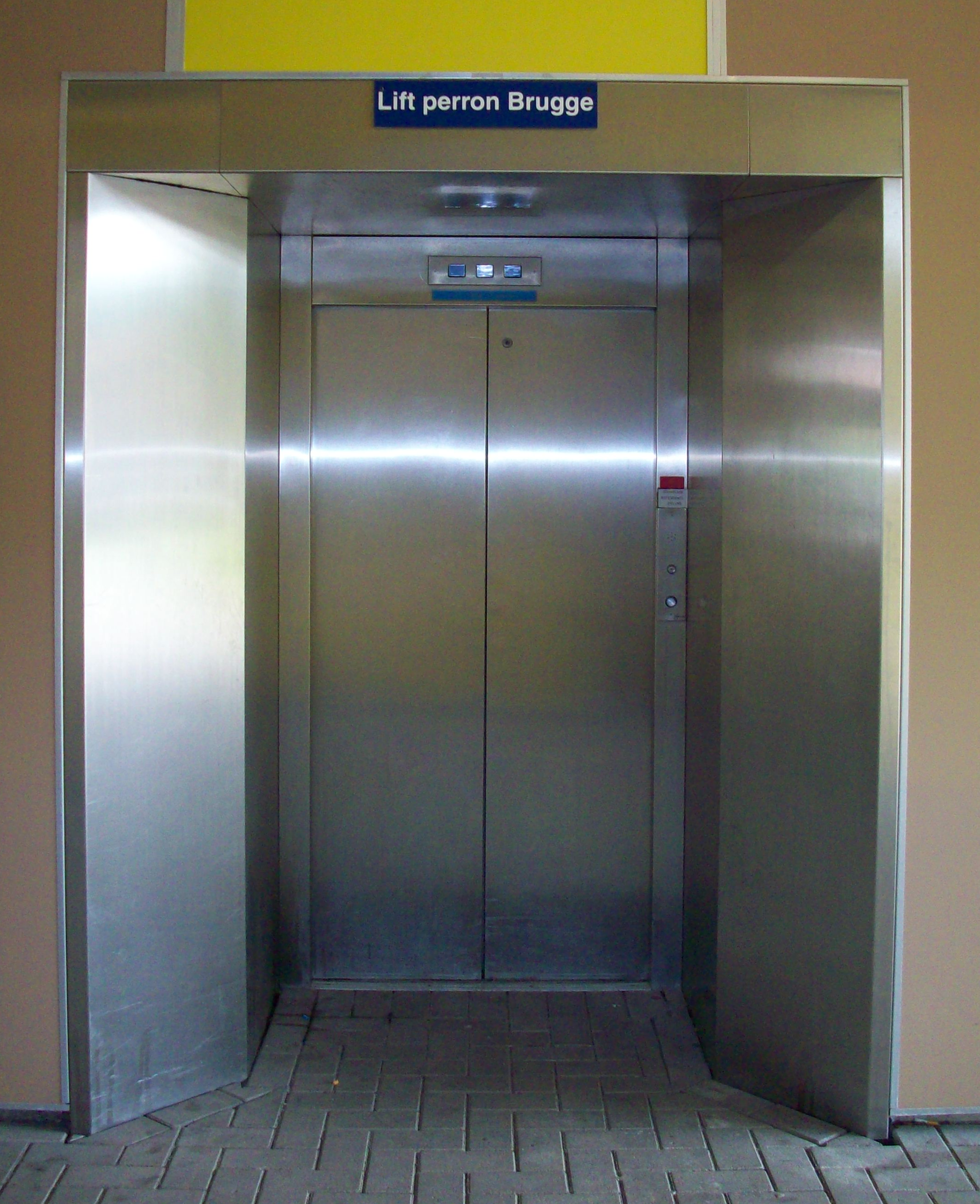
Lift naar het perron toe
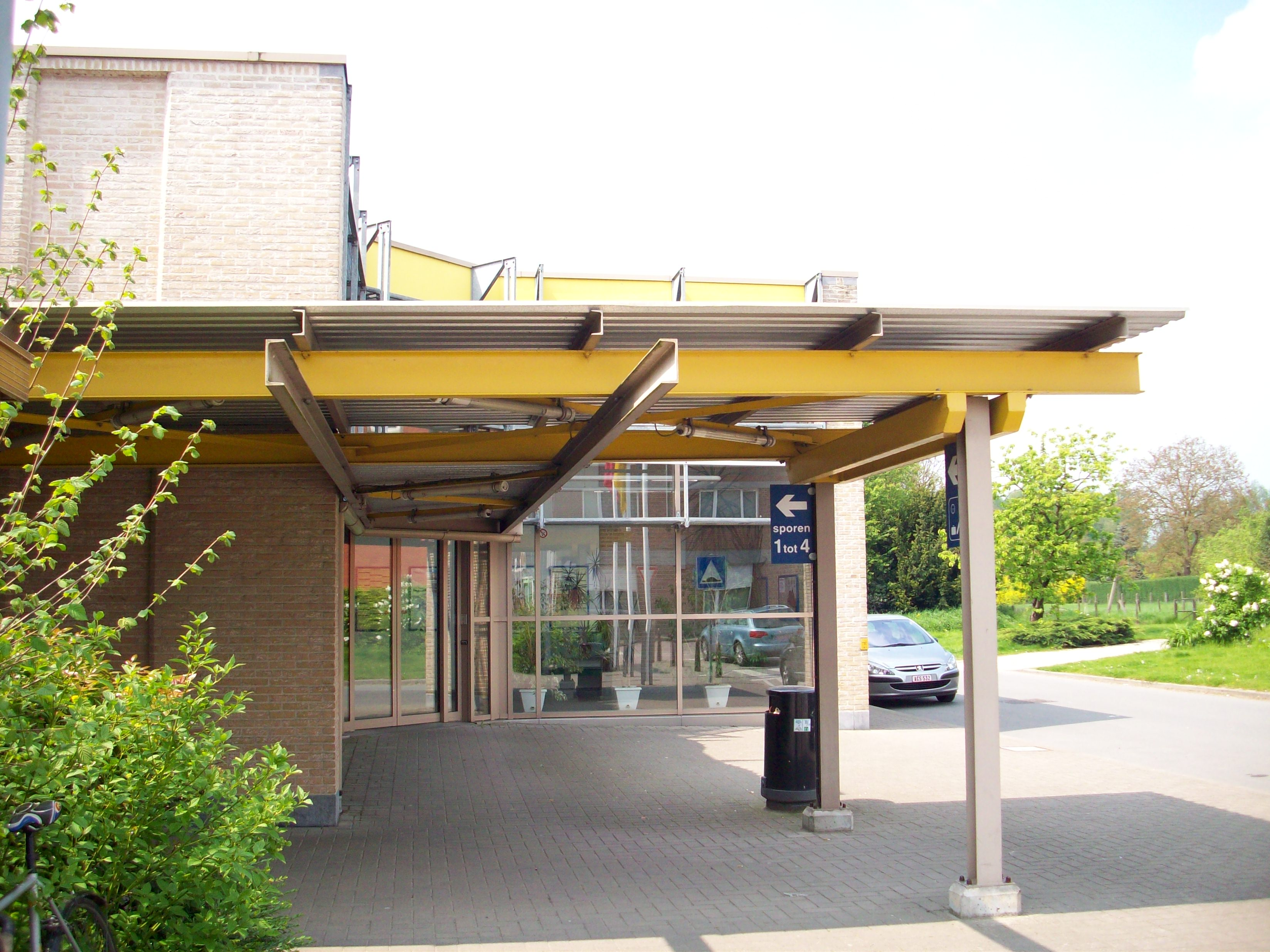
Stationsgebouw
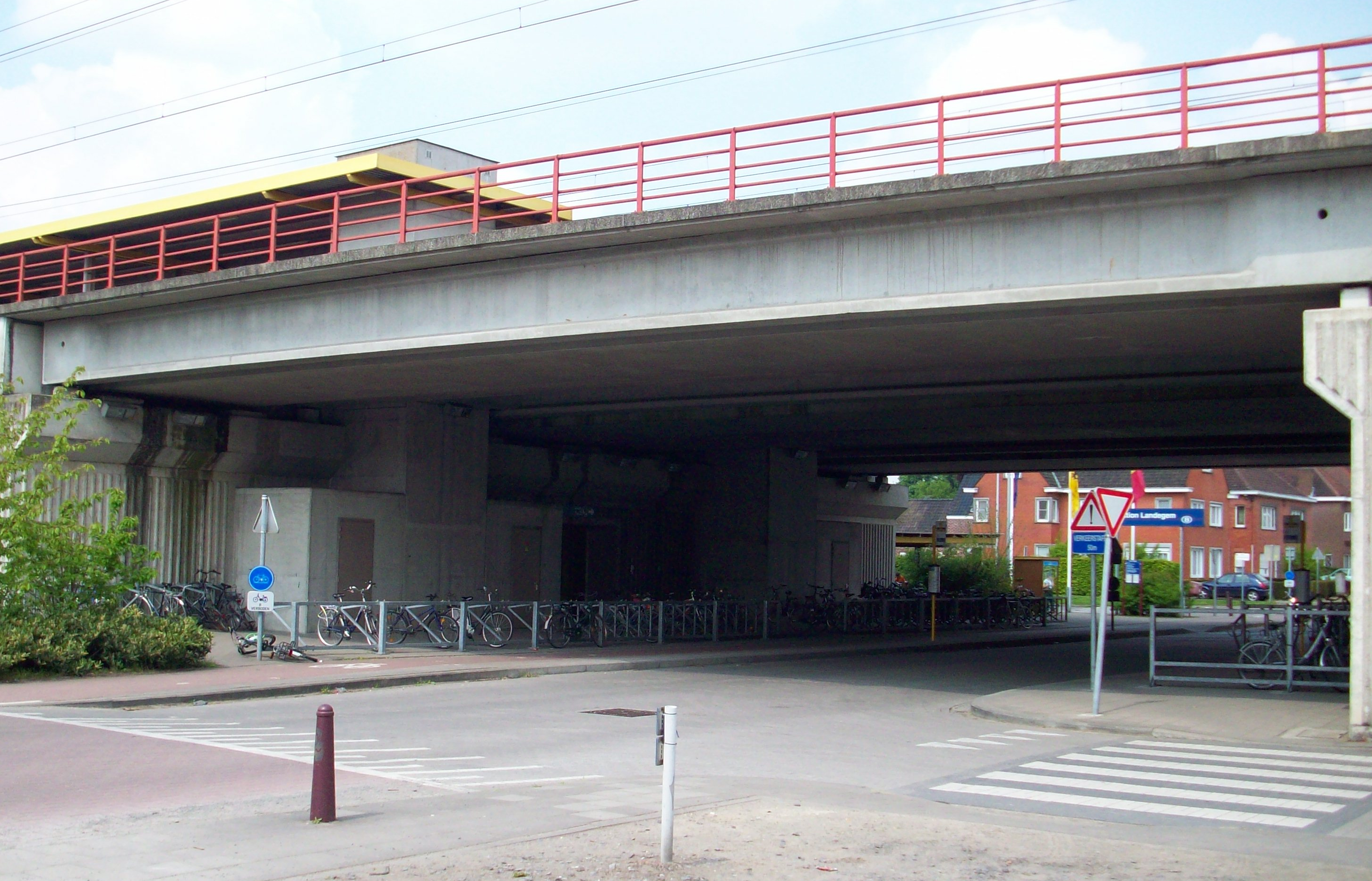
Locatie station Landegem onder de brug

## Treindienst
| Serie       | Treinsoort          | Route | Bijzonderheden |
| ----------- | ------------------- | --- | --- |
| L 550       | L-trein (NMBS)      | Mechelen – Dendermonde – Gent-Sint-Pieters – Landegem – Brugge – [ Zeebrugge-Strand ] / [ Zeebrugge-Dorp ]                             | Rijdt in het weekend tussen Zeebrugge-Strand - Gent-Sint-Pieters. Rijdt enkel in juli en augustus in de week tussen Zeebrugge-Strand - Mechelen. |
| P 7000/8000 | Piekuurtrein (NMBS) | [ Oostende – Brugge – Landegem – ] / [ De Panne – ] / [ Poperinge – Ieper – Kortrijk – ] Gent-Sint-Pieters – Brussel-Zuid – Schaarbeek | Twee treinen per dag per richting. Een trein op zondagavond vanaf De Panne.                                                                      |
| P 7050/8050 | Piekuurtrein (NMBS) | Brugge – Landegem – Gent-Sint-Pieters                                                                                                  | Rijdt alleen op werkdagen. |

## Reizigerstellingen
De grafiek en tabel geven het gemiddeld aantal instappende reizigers weer op een week-, zater- en zondag.
| Tabel: aantal instappende reizigers station Landegem | Tabel: aantal instappende reizigers station Landegem | Tabel: aantal instappende reizigers station Landegem | Tabel: aantal instappende reizigers station Landegem |
|                                                      | Weekdag                                              | Zaterdag                                             | Zondag                                               |
| ---------------------------------------------------- | ---------------------------------------------------- | ---------------------------------------------------- | ---------------------------------------------------- |
| 1977                                                 | 579                                                  | 105                                                  | 83                                                   |
| 1978                                                 | 578                                                  | 108                                                  | 81                                                   |
| 1979                                                 | 587                                                  | 100                                                  | 80                                                   |
| 1980                                                 | 556                                                  | 104                                                  | 51                                                   |
| 1981                                                 | 513                                                  | 134                                                  | 89                                                   |
| 1982                                                 | 603                                                  | 107                                                  | 103                                                  |
| 1983                                                 | 556                                                  | 94                                                   | 74                                                   |
| 1984                                                 | 487                                                  | 107                                                  | 81                                                   |
| 1985                                                 | 510                                                  | 112                                                  | 140                                                  |
| 1986                                                 | 744                                                  | 134                                                  | 96                                                   |
| 1987                                                 | 421                                                  | 130                                                  | 147                                                  |
| 1988                                                 | 534                                                  | 113                                                  | 110                                                  |
| 1989                                                 | 423                                                  | 117                                                  | 71                                                   |
| 1990                                                 | 558                                                  | 119                                                  | 85                                                   |
| 1991                                                 | 479                                                  | 130                                                  | 106                                                  |
| 1992                                                 | 590                                                  | 108                                                  | 100                                                  |
| 1993                                                 | 465                                                  | 108                                                  | 86                                                   |
| 1994                                                 | 476                                                  | 94                                                   | 66                                                   |
| 1995                                                 | 467                                                  | 85                                                   | 64                                                   |
| 1996                                                 | 468                                                  | 112                                                  | 89                                                   |
| 1997                                                 | 528                                                  | 107                                                  | 87                                                   |
| 1998                                                 | 439                                                  | 100                                                  | 81                                                   |
| 1999                                                 | 631                                                  | 128                                                  | 136                                                  |
| 2000                                                 | 382                                                  | 86                                                   | 84                                                   |
| 2001                                                 | 364                                                  | 93                                                   | 84                                                   |
| 2002                                                 | 389                                                  | 99                                                   | 82                                                   |
| 2003                                                 | 437                                                  | 114                                                  | 97                                                   |
| 2004                                                 | 383                                                  | 118                                                  | 98                                                   |
| 2005                                                 | 444                                                  | 142                                                  | 105                                                  |
| 2006                                                 | 452                                                  | 142                                                  | 115                                                  |
| 2007                                                 | 459                                                  | 138                                                  | 115                                                  |
| 2008                                                 | -                                                    | -                                                    | -                                                    |
| 2009                                                 | 490                                                  | 109                                                  | 67                                                   |
| 2010                                                 | -                                                    | -                                                    | -                                                    |
| 2011                                                 | -                                                    | -                                                    | -                                                    |
| 2012                                                 | 655                                                  | 133                                                  | 125                                                  |
| 2013                                                 | 553                                                  | 138                                                  | 109                                                  |
| 2014                                                 | 540                                                  | 133                                                  | 114                                                  |
| 2015                                                 | 583                                                  | 135                                                  | 105                                                  |
| 2016                                                 | 596                                                  | 153                                                  | 135                                                  |
| 2017                                                 | 612                                                  | 126                                                  | 115                                                  |
| 2018                                                 | 535                                                  | 151                                                  | 148                                                  |
| 2019                                                 | 654                                                  | 108                                                  | 101                                                  |
| 2020                                                 | 351                                                  | 87                                                   | 72                                                   |
| 2021                                                 | -                                                    | -                                                    | -                                                    |
| 2022                                                 | 581                                                  | 176                                                  | 142                                                  |
| 2023                                                 | 638                                                  | 144                                                  | 124                                                  |
| 2024                                                 | 649                                                  | 111                                                  | 90                                                   |

3,8: Brussel-Zuid ·
7,8: Anderlecht ·
52,1: Gent-Sint-Pieters ·
56,1: Drongen ·
58,8: Halewijn ·
61,9: Landegem ·
64,9: Hansbeke ·
68,5: Bellem ·
71,5: Aalter ·
76,1: Maria-Aalter ·
80,7: Beernem ·
86,5: Oostkamp ·
92,2: Brugge ·
98,9: Varsenare ·
101,8: Jabbeke ·
108,0: Oudenburg ·
109,9: Zandvoorde ·
114,3: Oostende